# Holland Tunnel
Holland Tunnel, invigd 1927, är en vägtunnel med fyra filer mellan nedre Manhattan i New York och New Jersey.
Holland Tunnel går under Hudsonfloden och är 2,6 kilometer lång. Tunneln består av två rör.
Tunneln har fått sitt namn efter  Clifford Milburn Holland (1883–1924) som var ansvarig för projektet. Efter hans död fullföljdes det av den norsk-amerikanska ingenjören Ole Singstad.